# Zabrachia stoichoides
Zabrachia stoichoides är en tvåvingeart som beskrevs av James 1965. Zabrachia stoichoides ingår i släktet Zabrachia och familjen vapenflugor. Inga underarter finns listade i Catalogue of Life.